# آستا لا ویستا، بیبی
هاستا لا ویستا، بیبی (به انگلیسی: Hasta la vista, baby)  یک تکیه‌کلام است که شخصیت نابودگر با بازی آرنولد شوارتزنگر در فیلم نابودگر ۲: روز داوری محصول سال ۱۹۹۱ می‌گوید.
آرنولد شوارتزنگر بعد از این فیلم و با ورود به دنیای سیاست، بارها از این واژه در مقابل رقبای حزب رقیبش استفاده کرد.

## ریشه
«آستا لا ویستا» (به اسپانیایی: ¡Hasta la vista!) عبارتی اسپانیایی است که معنای «تا دیدار بعدی» را می‌دهد ولی عمدتاً از آن به عنوان «می‌بینمت» (see you later) استفاده می‌شود. همچنین معنای دیگرش در زبان انگلیسی معادل خداحافظ (Bye Bye) است.

## معادل فارسی در دوبلهٔ فیلم
در راستای قابل فهم کردن این جمله برای مخاطبین فارسی‌زبان، در نسخهٔ دوبله، این عبارت تحت عنوان "دیدار به قیامت!" ترجمه شد. همچنین در نسخهٔ دوبله مؤسسه قرن ۲۱، این عبارت تحت عنوان "قَدِّتو قربون جونم!" ترجمه شده است.